# Bandera de Suiza

El Pabellón nacional de Suiza es igual que la bandera nacional, pero de proporciones 2:3 (rectangular), a diferencia de la bandera nacional que tiene proporciones 1:1 (cuadrada)

La bandera de Suiza consiste en un campo rojo cuadrado con una cruz griega blanca y equilateral en el centro de la bandera. Es una de las dos únicas banderas cuadradas de Estados soberanos, la otra es la bandera de la Ciudad del Vaticano.

## Historia

### Antigua Confederación Suiza
Seguramente la bandera de la Confederación Helvética se inspiró en la insignia del Cantón de Schwyz, el que recibió una cruz de plata en conmemoración de su lucha junto a las tropas del Sacro Imperio Romano Germánico. Los antiguos confederados usaban ya la cruz suiza como distintivo en los campos de batalla. El dato más antiguo se remonta a la batalla de Laupen en 1339. Al principio, los brazos de la cruz eran estrechos y largos, llegando hasta el borde del paño, como en los países escandinavos.

### República Helvética

Bandera de la República Helvética (1798-1803)

La bandera presentada a continuación fue utilizada durante el período de 1798 a 1803, época durante la cual el país estuvo invadido por las fuerzas napoleónicas y convertido en república por estas. El cambio de bandera a la actual se debió al cambio de régimen. Tras la derrota de las fuerzas de Napoleón, el Congreso de Viena reconoció la neutralidad universal de Suiza, además de definir las fronteras de su territorio. Esto permitió que Suiza se organizara de nuevo, cambiara su configuración, sus símbolos y que pasara de estado unitario a confederación.

## Bandera de la Cruz Roja
La bandera de la Cruz Roja se inspiró igualmente en la de Suiza, solo que invirtiendo los colores, en honor de la patria de Henri Dunant, su fundador.

## Banderas históricas

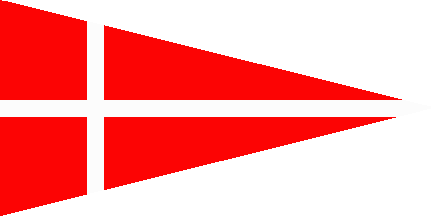
Bandera de guerra triangular utilizada por las fuerzas confederadas suizas desde c. 1470 al siglo XVI
Bandera de guerra utilizada por las fuerzas confederadas suizas desde c. 1470 al siglo XVI
Bandera de la República Helvética entre 1798 y 1803